# Enköpings stad
Denna artikel handlar om den tidigare kommunen Enköpings stad. För orten se Enköping, för dagens kommun, se Enköpings kommun
Enköpings stad var en stad och kommun i Uppsala län.

## Administrativ historik
Det äldsta bevarade brevet med stadsprivilegier för Enköping utfärdades först den 14 april 1413 av kung Erik av Pommern men möjligen kan privilegier ha tilldelats staden tidigare då ärkebiskop Jarler i ett brev skrivet i början av 1250-talet nämner borgare i Enköping. En stadsbildning fanns på platsen redan på 1100-talet.
Staden blev en egen kommun, enligt Förordning om kommunalstyrelse i stad (SFS 1862:14) från och med den 1 januari 1863, då Sveriges kommunsystem infördes. Den 1 januari 1952 (enligt beslut den 31 mars 1950) överfördes till Enköpings stad och församling från Vårfrukyrka landskommun och församling vissa områden med 655 invånare (enligt folkräkningen den 31 december 1950) och omfattande en areal av 26,61 km², varav 26,54 km² land.
Den 1 januari 1953 överfördes till staden från Åsunda landskommun och Svinnegarns församling hela området öster om Svinnegarnsviken med 14 invånare och omfattande en areal av 1,91 km², varav allt land. 1 januari 1954 överfördes obebodda öar i Svinnegarnsviken omfattande en areal av 0,09 km² land till staden från Åsunda landskommun och Svinnegarns församling.
I samband med kommunreformen den 1 januari 1971 ombildades Enköpings stad till Enköpings kommun.
1 januari 2016 inrättades distriktet Enköping, med samma omfattning som Enköpings församling fick 1972, och vari detta område ingår.

### Judiciell tillhörighet
Enköpings stad hade egen jurisdiktion med rådhusrätt som upphörde från och med år 1963 då staden lades under Uppsala läns södra domsaga och Trögds tingslag.

### Kyrklig tillhörighet
Staden hörde i kyrkligt hänseende till Enköpings församling.

### Sockenkod
För registrerade fornfynd med mera så återfinns staden inom ett område definierat av sockenkod 0219 som motsvarar den omfattning staden med dess landskommun hade kring 1950.

## Stadsvapnet
Blasonering: En blå sköld med fyra korsformigt ställda liljor av guld.
I det äldsta sigillet från 1300-talet finns liljorna med. Det har att göra med att liljan är en symbol för jungfru Maria, som gett namn åt Vårfrukyrkan. Som vapen fastställdes det av Kungl. Maj:t år 1928. Det registrerades för den nya kommunen i PRV år 1974.

## Geografi
Enköpings stad omfattade den 1 januari 1952 en areal av 38,45 km², varav 38,33 km² land. Efter nymätningar och arealberäkningar färdiga den 1 januari 1956 omfattade staden den 1 januari 1961 en areal av 41,15 km², varav 41,02 km² land.

### Tätorter i staden 1960
I Enköpings stad fanns tätorten Enköping, som hade 12 615 invånare den 1 november 1960. Tätortsgraden i staden var då 95,9 procent.

## Politik

### Mandatfördelning i valen 1919–1966
| 2 | 10 | 6 | 8 |

| 26 |

| 2 | 10 | 5 | 9 |

| 25 |

|  | 9 | 5 | 11 |

| 24 |

| 13 | 3 |  | 9 |

| 25 |

| 13 | 3 | 10 |

| 25 |

| 13 |  | 3 | 9 |

| 24 |

| 15 | 4 | 7 |

| 24 |

| 16 | 4 | 6 |

| 22 | 4 |

|  | 17 | 7 | 5 |

| 26 |

| 20 | 8 | 4 |

| 26 | 6 |

| 19 | 7 | 6 |

| 27 | 5 |

| 18 | 2 | 5 | 7 |

| 27 | 5 |

| 19 | 2 | 6 | 5 |

| 27 | 5 |

|  | 18 | 2 | 6 | 5 |

| 28 |